# 牛腸茂雄
牛腸 茂雄（ごちょう しげお、1946年11月2日 - 1983年6月2日）は、日本の写真家。コンポラ写真の代表的な作家。

## 経歴
新潟県加茂市出身。3歳から胸椎カリエスを患い、背中が曲がる障害を抱える。新潟県立三条実業高等学校商業科（現新潟県立三条商業高等学校）に入学。在学中、様々な美術展やポスター展に入選する。1965年に高校を卒業すると、桑沢デザイン研究所リビングデザイン科に入学。その後、同校のリビングデザイン研究科写真専攻に進学。写真を大辻清司に学ぶ。1968年に同研究所を卒業。
以後、デザインの仕事と並行しながら数々の写真作品を残す。子供を撮ったスナップショットが多く、子供の世界に入っていくような作風で知られた。1977年に写真集『SELF AND OTHERS』を刊行、翌年日本写真協会新人賞を受賞。また、写真以外にも旺盛な創作意欲を見せ、心理学を応用したマーブリング・プロット、ロールシャッハなどの個展・作品集を発表・刊行した。8ミリ、16ミリの映画制作にも挑戦している。1983年6月2日、心不全のため死去。享年36。
死去する数年前から、千葉県の九十九里海岸にカプセルのような自宅の建設を予定（設計は友人で建築家であった海老原鋭二）していたが、死去により頓挫した。家の横には一本の大木を植える予定であったという。
死後、1992年4月に季刊誌『deja-vu』第8号で特集が組まれてから、再評価する気運が高まる。1994年には未來社から『SELF AND OTHERS』が再刊され、2000年には同作品を題材にしたドキュメンタリー映画も製作・公開された。2004年には、新潟市美術館、三鷹市美術ギャラリー、山形美術館で大規模な回顧展が開催され、共同通信社から『牛腸茂雄作品集成』が刊行された。

## 出版物
- 『Self and Others(セルフ・アンド・アザーズ): 牛腸茂雄写真集』未来社、1994年
- 『幼年の「時間(とき)」』Mole、1995年
- 山形美術館編『牛腸茂雄写真集成』共同通信社、2004年
- 『牛腸茂雄写真　こども』白水社、2013年
- 『牛腸茂雄全集 作品編』赤々舎、2022年

## 主な論文
- 大辻清司「序　写真をみる他人」（写真集『日々』1971　※『牛腸茂雄作品集成』2004 共同通信社に再録）
- 飯沢耕太郎「牛腸茂雄ノート」（写真集『SELF AND OTHERS（再刊）』1994 未來社）
- 増田玲「同時代の中の牛腸茂雄」（『牛腸茂雄展』図録 2003 東京国立近代美術館）
- 松沢寿重「牛腸茂雄の足跡ー山の彼方と此方」（『牛腸茂雄作品集成』2004 共同通信社）
- 大日方欣一「牛腸と大辻　1968年前後の対話をめぐって」（『牛腸茂雄作品集成』2004 共同通信社）
- 浅倉祐一朗「牛腸茂雄の『自己と他者』をめぐって」（『牛腸茂雄作品集成』2004 共同通信社）
- 岡部信幸「『見慣れた街の中で』ー牛腸茂雄における視線と距離」（『牛腸茂雄作品集成』2004 共同通信社）
- 冨山由紀子「『きわ』を生きる─牛腸茂雄の作品と時代」（『牛腸茂雄全集 作品編』2022 赤々舎）

## 作品の所蔵先
- 東京都写真美術館「日々」
- 山口県立美術館「SELF AND OTHERS」
- 新潟県立近代美術館「SELF AND OTHERS」
- 東京国立近代美術館「SELF AND OTHERS」
- 新潟市美術館「日々」「見慣れた街の中で」「幼年の『時間』」「扉をあけると」

## その他

### ドキュメンタリー
- 日曜美術館「〈幼年の時間（とき）〉─写真家・牛腸茂雄の世界─」（1993年9月12日、NHK Eテレ）
- 映画「SELF AND OTHERS」（2000年／監督：佐藤真／製作：ユーロスペース／カラー・16mm／53分）[3]
- 日曜美術館「友よ 写真よ 写真家 牛腸茂雄との日々」（2022年10月30日、NHK Eテレ）[4]